# Viviania ovata
Viviania ovata är en tvåhjärtbladig växtart som beskrevs av Rodolfo Amando Philippi. Viviania ovata ingår i släktet Viviania och familjen Vivianiaceae. Inga underarter finns listade i Catalogue of Life.